# Esporte na Espanha

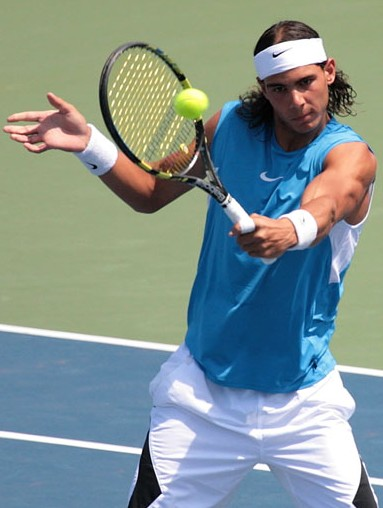
Rafael Nadal, ganhador de quatro ocasiões do Roland Garros, em uma ocasião do Campeonato de Wimbledon, do Aberto da Austrália, campeão olímpico e número um do mundo.

Fernando Alonso no Grande Prêmio da Malásia de 2015

O esporte em Espanha (português brasileiro) ou desporto em Espanha (português europeu) é dominado principalmente pelo Judô (desde o século XIX), o basquetebol, o ciclismo, o tênis, e o handebol, e pelos desportos motorizados. Contudo, o país teve campeões do mundo em desportos tão díspares como esgrima, pádel, polo aquático, boxe ou atletismo.
Além disso, o país é um grande área turístico devido a suas infraestruturas desportivas, como as instalações para esportes aquáticos e golfe.

## História do desporto em Espanha
Os primeiros tratados da esgrima se encontraram na Espanha no século XV, "A verdadeira esgrima" (1472) de J. Pons e "O manejo das armas de combate" (1473) de P. de la Torre. Além disso, Gaspar Melchor de Jovellanos elaborou um "Plano de Educação Pública", no qual figurava amplamente o exercício físico.
Para além de certos dados sobre o desporto no país, as origens da ginástica e a Educação Física foram em 1806, ano em que Francisco Amorós abriu em Madrid, o Real Instituto Militar Pestalozziano graças a Carlos IV e a Godoy. Teve grande prestígio e se praticava a ginástica, o hipismo, a esgrima e outros aparelhos concebidos pelo próprio. Também Francisco de Aguilera, Conde de Villalobos, fundou e dirigiu o ginásio da Academia de Artillería de Segovia.
Durante os anos 1850 fundou-se a Sociedade espanhola para promover a criação de cavalos, além de criar os primeiros ginásios privados, como o madrilenho "Vignolles", em 1851, e o "Círculo particular ginástico", em 1853. A partir de 1875 aparecem as primeiras competições de ciclismo no parque do Retiro. Dois anos mais tarde nas festas da Merced em Barcelona também havia competições esportivas e em 1878 foi fundada a Sociedade Velocipedista Madrilenha e o Clube Velocipédico de Cádiz.
Embora as sociedades ciclistas se multiplicassem, criou-se a primeira associação de ginástica, a "Sociedad Gimnástica Española", em Madri. Além disso em 1889, foi fundado a primeira equipa de futebol, o Recreativo de Huelva e em 1892 o C.D. Riotinto. Em 1896 se legaliza oficialmente a federação de ciclismo, em 1898 criou-se a Federação Espanhola de Sociedades Ginásticas e durante os seguintes anos aparecem continuamente sociedades desportivas no futebol, natação, atletismo e hóquei.
Durante os seguintes anos começaram as competições desportivas, como a primeira Copa da Espanha de Futebol em 1903 e as ligas que disputam os clubes das principais cidades espanholas, mas o verdadeiro 'boom' do futebol é adquirido após a medalha de prata nas Olimpíadas de 1920 na Antuérpia. Em 1912 fundou-se o Comitê Olímpico Espanhol (COE) (foi reformulado de maneira definitiva em 11 de janeiro de 1924) e nos anos 1930, a política educativa da República promoveu o esporte através do ensino público. Mas a Guerra Civil diminuiu o progresso e depois da guerra, em 1941, Francisco Franco ordenou que o desporto fosse tarefa da Falange, sendo depois parte da delegação nacional de desporto.

## Atletismo

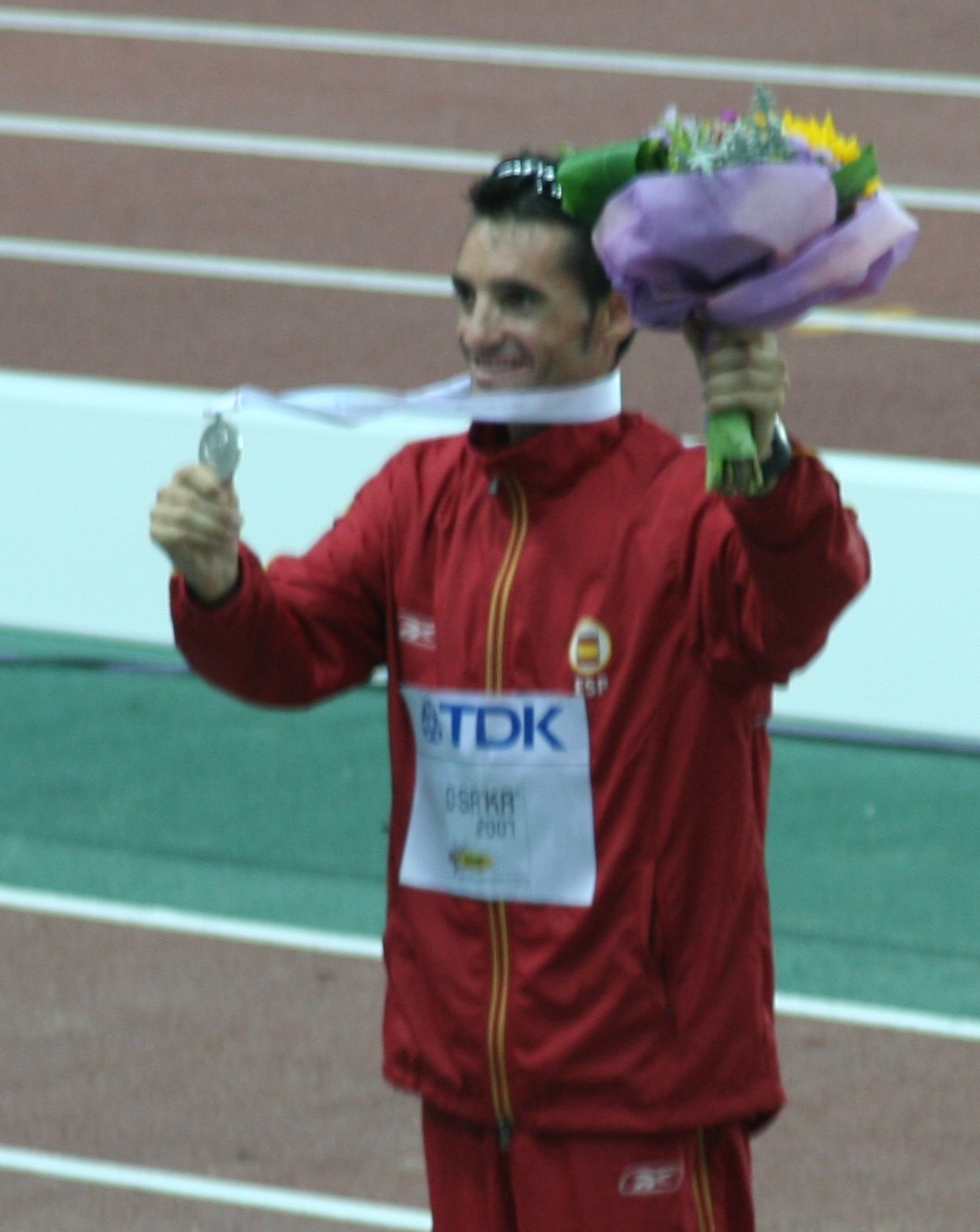
Paquillo Fernández com a medalha de prata obtida no Campeonato Mundial de Atletismo de 2007.

O atletismo, como no resto do mundo, está muito enraizado na Espanha, principalmente em algumas modalidades como os 1.500 e 5.000 metros rasos, a maratona, o salto em distância e a marcha. A história do atletismo na Espanha conhecida remonta-se ao século XIX à prática das corridas, onde eram muito populares na Catalunha, Aragão e País Basco, embora as classificações não eram publicadas na imprensa.
Estas medalhas foram obtidas por atletas espanhóis nos Jogos Olímpicos:
Moscou 1980
- Jordi Llopart (50 km Marcha)

Los Angeles 1984
- José Manuel Abascal (1500 m)

Barcelona 1992
- Fermín Cacho (1500 m)
- Daniel Plaza (20 km Marcha)
- Antonio Peñalver (Decatlo)
- Javier García Chico (Salto com vara)

Atlanta 1996
- Fermín Cacho (1500 m)
- Valentí Massana (50 km Marcha)

Sydney 2000
- María Vasco (20 km Marcha)

Atenas 2004
- Paquillo Fernández (20 km Marcha)
- Joan Lino Martínez (Salto em distância)

## Basquetebol

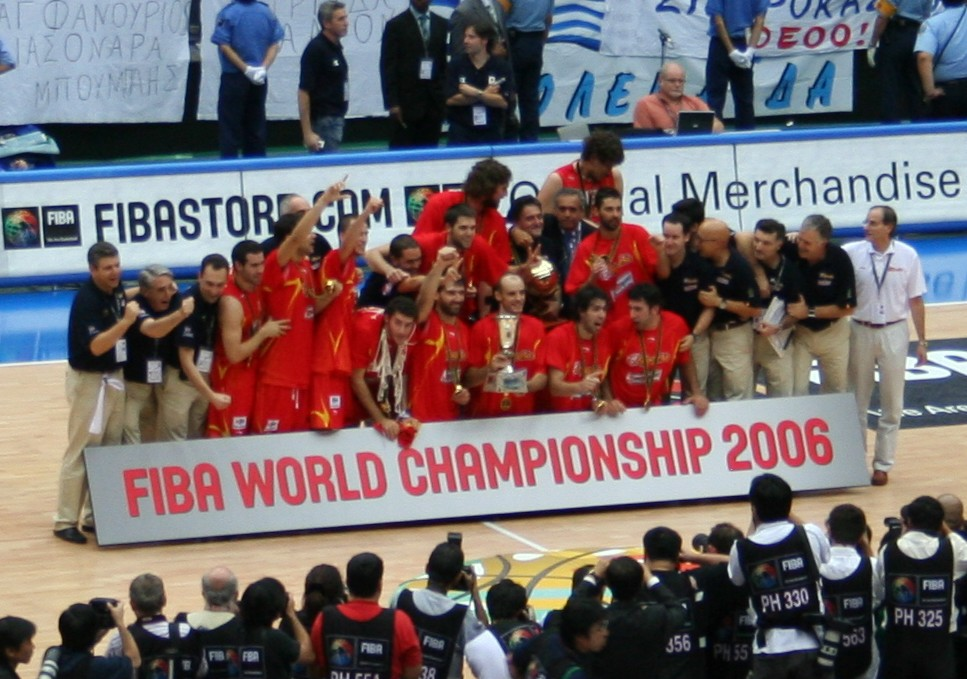
Seleção espanhola de basquete, medalha de ouro no Campeonato Mundial de Basquete de 2006.

Espanha dispõe de uma das melhores ligas de basquetebol do mundo, a Liga ACB. Com um total de 28, é a segunda liga em números de títulos europeus, depois da liga italiana.

## Desportos motorizados
Fernando Alonso foi bicampeão da Formula 1 em 2005 e 2006 e conseguiu 32 vitorias, sendo o único piloto espanhol em ganhar um Grande Premio ate agora. Participaram 15 pilotos na Formula 1 e atualmente só Carlos Sainz Jr. representa a nação. Espanha foi sede de dois Grandes Prêmios da Fórmula 1: o Grande Premio da Espanha e o Grande Premio da Europa.
Nos monoposto dos Estados Unidos, Oriol Servià resultou subcampeão da Champ Car em 2005 e quarto na IndyCar Series 2011. Enquanto as corridas de resistencia, destacam-se pilotos como Marc Gené (ganhador absoluto das 24 Horas de Le Mans), Fernando Alonso (ganhador absoluto das 24 Horas de Le Mans, as 24 Horas de Daytona, e campeão do Campeonato Mundial de Resistencia da FIA), Antonio García (campeão da American Le Mans Series e da IMSA SportsCar Championship, ganhador geral das 24 Horas de Daytona e vencedor de classe nas 24 Horas de Le Mans) e Fermín Vélez (ganhador das 12 Horas de Sebring)
Enquanto na disciplina de rali, Carlos Sainz sagrou-se campeão mundial de rali em 1990 e 1992, e subcampeão em quatro vezes. Outro piloto destacado é Dani Sordo, obteve duas terceiras posições no campeonato. No Rali Dakar, Marc Coma venceu cinco vezes na categoria de motos (2006, 2009, 2011, 2014 y 2015) enquanto Nani Roma ganhou numa ocasião na mesma categoria. Roma repetiu o sucesso na categoria de carros, ganhando no ano 2014. Também, Carlos Sainz obteve duas vitorias na mesma categoria (2010, 2018).
Espanha caracteriza-se por ter grandes pilotos no Campeonato Mundial de Motovelocidade. Ángel Nieto obteve 13 campeonato mundiais (6 na categoria 50cc e 7 na 125cc), Marc Marquez conseguiu sete (uma na 125cc, uma na Moto2 e cinco no MotoGP) e Jorge Lorenzo, cinco, (dois na 250cc e três no MotoGP). Também, destacaram-se Àlex Crivillé (uma na 150cc e uma na 500cc), Jorge Martínez Aspar (tres na 80cc e uma na 125cc), Sete Gibernau, Sito Pons (dois nas 250cc (1988 e 1989)) e Dani Pedrosa. Atualmente Espanha recebe quatro Grandes Prêmios do Mundial de Motovelocidade e são: o Grande Prêmio da Catalunha, o Grande Prêmio da Espanha, o Grande Prêmio de Aragão, e o Grande Prêmio da Comunidade Valenciana.